# Point of no return (dramaturgi)
Point of no return (engelska, ungefär "ingen återvändo") syftar i dramaturgi till ett speciellt skede i en film där handlingen fortsättningsvis utspelar sig från redan givna förutsättningar. Point of no return inträffar för det mesta sedan filmens olika rollfigurer har hunnit presenteras ordentligt. Efter point of no return kommer en konfliktupptrappning, som sedan leder till en konfliktupplösning och slutligen en avtoning.